# Ivanšek
Ivanšek je priimek v Sloveniji, ki ga je po podatkih Statističnega urada Republike Slovenije na dan 1. januarja 2010 uporabljalo 155 oseb.

## Pomembni nosilci priimka
- France Ivanšek (1922–2007), arhitekt
- Marta Ivanšek (roj. Ravnikar) (1920–2003), arhitektka
- Vera Gregorač Ivanšek (1921–1999), slovenistka, didaktičarka, prevajalka